# Първи сняг
Първи сняг е българска телевизионна новела от 1968 година по едноименния разказ на Елин Пелин. Сценарий Кирил Войнов. Режисьор е Никола Кънев, а оператор Васил Младенов .

## Актьорски състав
| В главните роли | Изпълнител        |
| --------------- | ----------------- |
| Доне            | Георги Парцалев   |
| Кола            | Григор Вачков     |
|                 | Юлия Славова      |
|                 | Сотир Майноловски |
|                 | Иван Обретенов    |